# Liriomyza montana
Liriomyza montana (лат.) — вид мелких минирующих мух рода Liriomyza из семейства Agromyzidae (Diptera). США и Канада.

## Описание
Мелкие минирующие мухи, длина крыла от 2,0 до 2,7 мм. Взрослые мухи желтовато-коричневого цвета, с тонким корпусом и относительно большими прозрачными крыльями. Скутум блестящий. Личинки, предположительно, как и у других видов своего рода, развиваются в листьях растений (минируют их). Края калиптера серые. Близок к виду L. anatolis, но у L. montana брюшко коричневое (а не жёлтое как у L. anatolis) и крылья крупнее (у L. anatolis  длина крыла иенее 2,3 мм). Вместе с Liriomyza anatolis это бледноокрашенные неарктические представители видовой группы Liriomyza flaveola group. Вид был впервые описан в 1968 году, а его валидный статус подтверждён в ходе ревизии в 2017 году канадским диптерологом Оуэном Лонсдейлом (Owen Lonsdale, Agriculture and Agri-Food Canada, Оттава, Канада).